# Orthonama vittulata
Orthonama vittulata är en fjärilsart som beskrevs av William Schaus 1901. Orthonama vittulata ingår i släktet Orthonama och familjen mätare. Inga underarter finns listade i Catalogue of Life.